# Leonardo Boff
Leonardo Boff, född 14 december 1938 i Concórdia, Santa Catarina, Brasilien, är en brasiliansk befrielseteolog, ekoteolog, filosof och författare. Han är den nuvarande professor emeritus för etik, religionsfilosofi och ekologi vid Universidade do Estado do Rio de Janeiro.
Boff inträdde i franciskanorden 1959 och prästvigdes 1964. Boff har gjort sig känd som en kämpe för rättvisa, särskilt för de fattiga och förtryckta i Latinamerika. Tillsammans med Gustavo Gutiérrez formulerade Boff befrielseteologins program.
Leonardo Boff har nära kontakter med Svenska kyrkan, och utsågs till hedersdoktor vid Lunds universitet, teologiska fakulteten år 1992.
Boff tilldelades det första Herbert Haag-priset 1985. 2001 fick han Right Livelihood Award.